# Antrocephalus aureus
Antrocephalus aureus är en stekelart som först beskrevs av Girault 1913.  Antrocephalus aureus ingår i släktet Antrocephalus och familjen bredlårsteklar. Inga underarter finns listade i Catalogue of Life.